# Uwe Ruprecht
Uwe Ruprecht (* 13. Oktober 1958 in Harsefeld/Niedersachsen) ist ein deutscher Schriftsteller und Journalist.
Er studierte Philosophie, Literatur und Geschichte und arbeitete anschließend als freier Autor, Redakteur und Lektor in Hamburg, Wien, Berlin und Stade. Zurzeit lebt er in  Hamburg.

## Veröffentlichungen (Auswahl)
- Fakensieps/Paris, in: Traumtanz, Ein berauschendes Lesebuch, Hg. Klaus Modick, Reinbek 1986
- Utopie der Trümmer, in: Nie wieder neunundzwanzig, Das Buch zum 30sten, Hg. Uwe Wandrey, Reinbek 1991
- Elses Lachen, Die Legende vom Borsteler Mord, Feature für 16 Stimmen, NDR 1994
- Lichtenberg in Stade, Ein biographisches Bruchstück, Dortmund/Bielefeld 1999
- Aufzug – Rauf und runter, Archive des Alltags H. 9, Dortmund 1999
- Leben und Sterben auf St. Pauli, in: Waterkant in Mörderhand, Kriminalgeschichten aus Hamburg, Hg. Karen Riefflin, Hamburg 1999
- Tod im Erkerzimmer, Legenden um Heinrich Himmlers Flucht und Ende, in: Stader Jahrbuch 2001/2002, Hg. Jan Lokers, Stade 2002
- Ruprecht/Stahl (Hg.), Fußball, Notizen vom Rand des grünen Rasens, Heide 2003
- Elses Lachen, Wahre Kriminalfälle, Edition Temmen, Bremen 2009, ISBN 978-3-8378-4008-7